# گابریل سارگیسیان
گابریل ادواردی سارگیسیان (ارمنی: Գաբրիել Էդուարդի Սարգսյան زاده ۳ سپتامبر ۱۹۸۳) شطرنج‌باز اهل ارمنستان است.
وی از سال ۲۰۰۲ میلادی استادبزرگ بین‌المللی شطرنج می‌باشد.
در المپیادهای شطرنج در سال‌های ۲۰۰۶، ۲۰۰۸، و ۲۰۱۲ و در قهرمانی شطرنج تیمی جهان در سال ۲۰۱۲ که تیم ملی شطرنج ارمنستان در هر دو رقابت‌ها صاحب نشان طلا شد وی عضو تیم ملی این کشور بوده‌است. در ژوئن ۲۰۰۶، مدال موسس خورناتسی به وی اعطا شد.
| به‌دلیل برخی مشکلات فنی، نمودارها موقتاً قابل مشاهده نیستند. اطلاعات بیشتر پیرامون این مشکل در فابریکاتور و وبگاه مدیاویکی در دسترس است. | |
| | به‌دلیل برخی مشکلات فنی، نمودارها موقتاً قابل مشاهده نیستند. اطلاعات بیشتر پیرامون این مشکل در فابریکاتور و وبگاه مدیاویکی در دسترس است. |

## جوایز
- نشان افتخار جمهوری ارمنستان
- مدال موسس خورناتسی (۲۰۰۶)